# رزماری بو
رزماری بو (انگلیسی: Rosemarie Bowe; ‏ ۱۷ سپتامبر ۱۹۳۲ – ۲۰ ژانویهٔ ۲۰۱۹) هنرپیشه، مدل اهل ایالات متحده آمریکا بود.